# Simulatore di guida

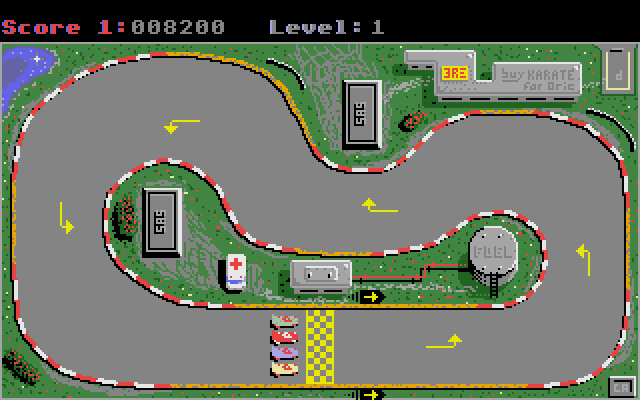
Schermata di Turbo GT, un clone di Super Sprint, un celebre videogioco di guida.

Simulatore di guida o videogioco di guida (in inglese racing game) è il termine adottato per indicare i videogiochi in cui il giocatore deve pilotare un veicolo, ad esempio auto o moto, in un'ambientazione virtuale. I software cercano di rappresentare le varie gare di corse motoristiche più o meno fedelmente, spesso simulando con un motore fisico in modo molto complesso il comportamento reale di un veicolo in ogni situazione.

## Distinzioni

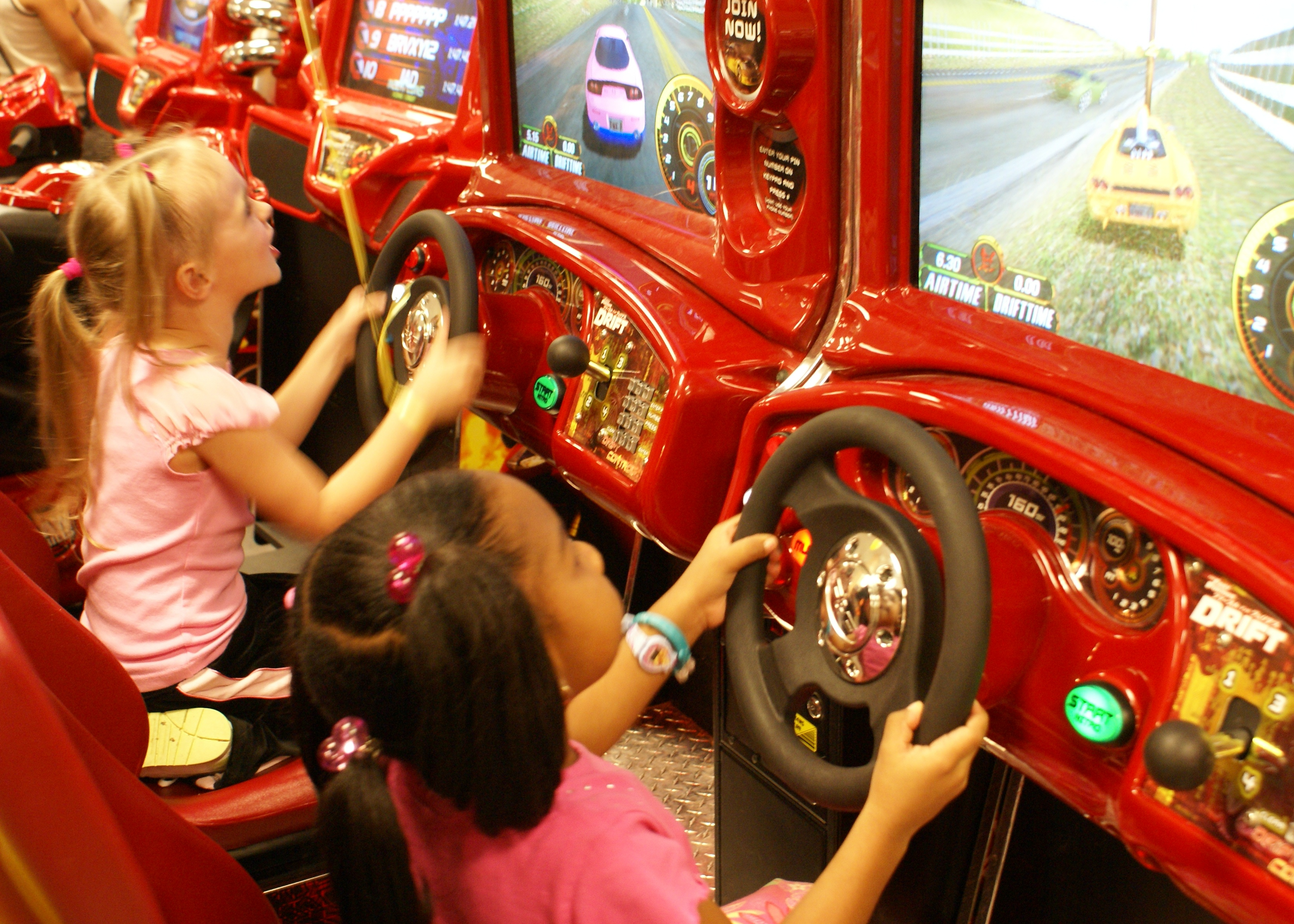
Due bambine giocano ad un simulatore di guida arcade.

Questo genere è diviso in due categorie principali:
- Arcade - la fisica del gioco è fortemente semplificata al fine di rendere il gioco più semplice all'utente, ad esempio non simulando i movimenti delle sospensioni o le sollecitazioni subite dagli pneumatici (la maggior parte dei titoli appartiene a questa categoria);
- Simulazione - il gioco tende a riprodurre nel modo più fedele possibile le leggi della fisica, applicandole a tutti gli oggetti, veicoli e non, presenti nel mondo virtuale riprodotto. Simulatori molto avanzati possono essere utilizzati anche per l'allenamento di piloti professionisti, al di fuori delle singole prove libere e per contenere i costi.

Le periferiche di controllo, a seconda del grado di realismo ricercato, vanno dalla semplice tastiera o controller agli appositi volanti con pedaliera e force feedback.

## Storia del genere Arcade

### Anni '70
Nel 1973 la statunitense Atari immette nel mercato dei videogames Space Race, primo videogioco del genere arcade, cui fa seguito nel 1974 da Gran Trak 10.
Nel 1974 la giapponese Taito pubblica Speed Race realizzato da Tomohiro Nishikado (meglio conosciuto come autore di Space Invaders), conosciuto negli Stati Uniti come Wheels e Wheels II. Pietra miliare del genere, con 10 000 copie vendute, risulta il videogioco arcade più venduto del 1975.

Nel 1976 Sega propone Moto-Cross, conosciuto negli Stati Uniti come Fonz, comparso nella popolarissima sitcom Happy Days. Il gioco si presenta con grafica 3D e interfaccia aptica, che causa vibrazioni in risposta alla collisione con gli altri veicoli. Nel 1976 la Atari pubblica Night Driver con punto di vista in prima persona. Nello stesso anno la Exidy distribuisce Death Race, primo videogioco arcade a suscitare scandalo per i contenuti violenti, che ne incrementano la popolarità.
Nel 1977 Super Bug, edito dalla Atari, è il primo simulatore di guida (e primo videogioco in assoluto) ad offrire un'area da gioco a scorrimento multiplo.
La società giapponese Sega pubblica Twin Course T.T., videogioco di motociclette a due giocatori.

### Anni 2000
Nel 2000 Angel Studios introduce Midnight Club: Street Racing per PlayStation 2 and Game Boy Advance. Il videogioco consente ai giocatori di guidare ovunque nelle ricostruzioni virtuali di Londra e New York. Nel 2003, Midnight Club II fu il primo simulatore di guida ad offrire entrambe le opzioni: automobili/motocicli. Altri videogiochi di significativa importanza in questi anni sono: Mario Kart: Double Dash (per GameCube), Grand Prix Legends, iRacing, NetKar Pro, GTR2, rFactor e altri.